# Jardín Botánico Alpino Chanousia
El Jardín Botánico Alpino Chanousia (en italiano: Giardino Botanico Alpino Chanousia) es un jardín botánico dedicado a plantas alpinas de alrededor de 10 000 m² situado en la comuna italiana de La Thuile, en el Puerto del Pequeño San Bernardo, a 2170 metros de altitud.  Está abierto todos los días en los meses más cálidos.

## Historia
El jardín, diseñado y cultivado desde 1880 por el abad rector del hospicio de San Bernardo Pierre Chanoux, fue formalmente registrado por una resolución del municipio de La Thuile en 1893 y fundado oficialmente en 1897. El objetivo de Charnoux, como apasionado de la botánica, era dar a conocer las plantas alpinas de los Alpes y proteger algunas de las especies que se encontraban en peligro de extinción. 
Sucesivamente dirigido por el botánico Lino Vaccari y el filántropo y naturalista Marco De Marchi, fue uno de los primeros jardines alpinos  en cultivar especies tanto locales como mundiales. Durante la Segunda Guerra Mundial todas las instalaciones del jardín quedaron destruidas, junto con el hospicio situado a unos cientos de metros. Al finalizar la guerra, como consecuencia del tratado de paz de París, los terrenos del jardín pasaron a la soberanía de Francia mientras continuaban siendo propiedad de la Orden de Mauricio y el municipio de La Thuile. Durante treinta años esta situación impidió restaurar el jardín, hasta que algunas asociaciones científicas francesas e italianas, como la Société de la Flore Valdòtaine y la Société d'Histoire Naturelle de la Savoie, de la Orden de Mauricio, junto con los municipios de La Thuile y Séez se unieron para crear la asociación internacional de derecho francés, que administra el jardín en la actualidad. 
En 1976 se inició la reconstrucción y la identificación de las especies sobrevivientes tras los años de abandono. En 1978 una ceremonia oficial marcó la nueva etapa del jardín y se creó un consejo científico internacional que lo administraría y gestionaría.

## Colecciones

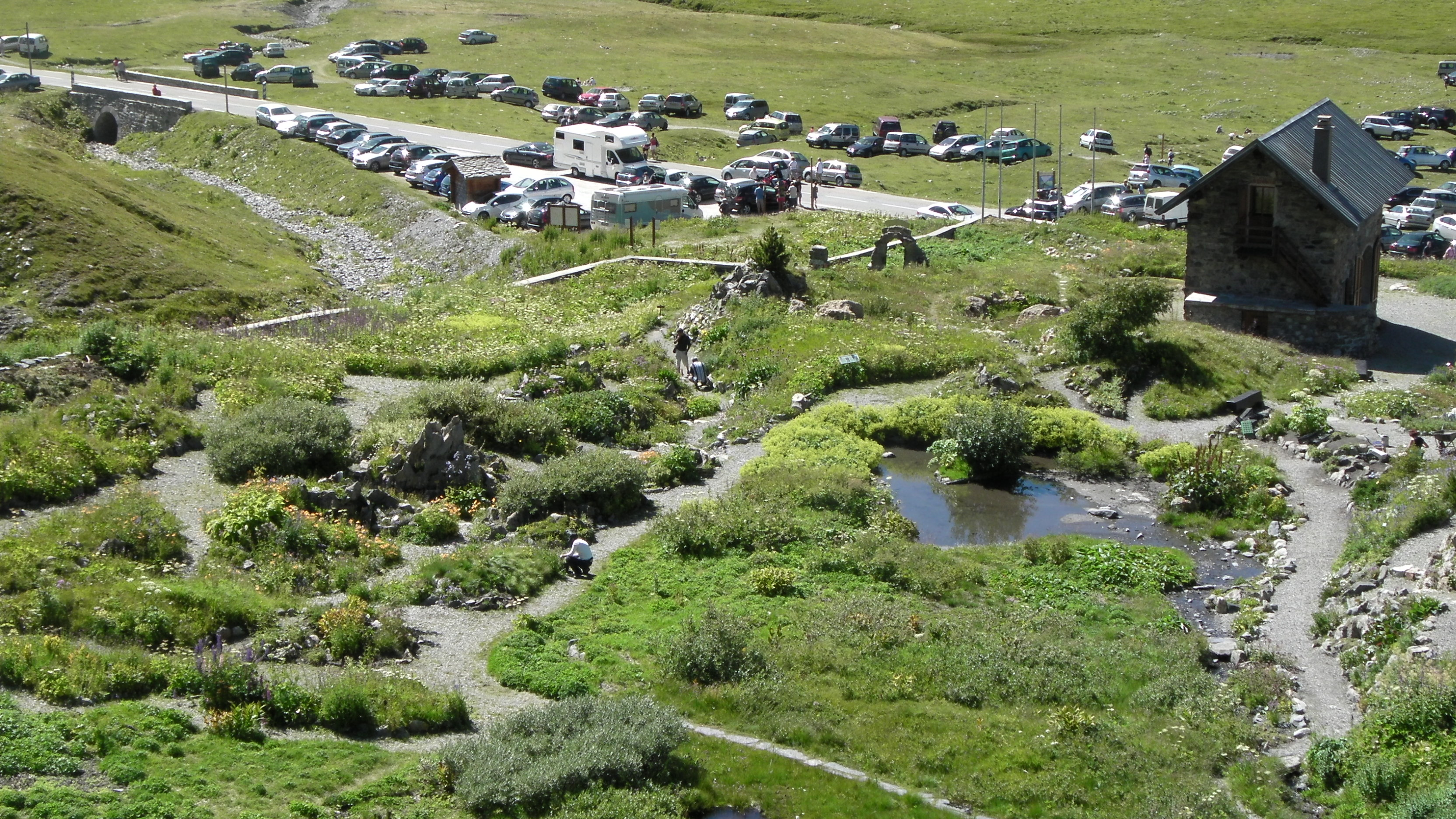
Vista desde arriba del jardín botánico

El jardín cuenta con cerca de 1200 especies y está dividido en varias zonas temáticas que recrean los diversos ambientes alpinos:
- La rocalla silícea frente a la entrada. Alberga las especies que habitan este tipo de rocas: Primula pedemontana, Saxifraga retusa, Ranunculus glacialis, Campanula excisa, Arabis alpina, junto con los líquenes que las colonizan, como Rhizocarpon geographicum, entre otras.
- El macetero silíceo en la zona norte. Construido con escombros de rocas ácidas y lutitas de carbono, recrea el ambiente alpino medio y superior. Formado por elementos gruesos e inestables y con mucha permeabilidad, condiciona la vida vegetativa de las especies que lo habitan: Geum reptans, Linaria alpina, Eritrichium nanum, Silene acaulis, entre otras.
- La gran rocalla caliza en la pendiente sur. Recrea el ambiente típico de los Alpes, con microambientes específicos para especies que se han adaptado a vivir en nichos, grietas o repisas: Berardia subacaulis, Pinus mugo, Linum alpinum, Leontopodium alpinum, entre otras.
- El macetero calizo. Aunque también reconstruido con gruesas rocas, a diferencia del silíceo, es capaz de albergar mayor variedad de especies debido a su composición. Por efecto de la desintegración natural de los materiales se van depositando restos arcillosos que forman el sustrato adecuado hasta para la germinación de semillas. Se exhiben especies como Adonis pyrenaica, Papaver suaveolens , Alyssum montanum o Artemisia gabriellae.
- La pradera alpina está repartida por extensas zonas del jardín y está formada por vegetación estacional; herbáceas perennes, gramíneas y pastizales alpinos: Arnica montana, Polygonum viviparum, Veronica bellidioides, Achillea moschata, entre otras.
- El megaforbio, formado por una comunidad de herbáceas de gran porte que habitan cuencas glaciares, barrancos y laderas umbrías y húmedas, donde la nieve permanece muchos meses: Adenostyles alliariae , Cicerbita alpina.
- La gravera silícea, forma un ambiente en el que el sustrato inestable y extremadamente permeable, solo permite la supervivencia de las especies más rústicas, adaptadas a la falta de agua y los cambios drásticos de temperatura, como Epilobium fleischeri o Oxyria digyna.
- La turbera, bordeada por el río, forma un ambiente de suelos encharcados y ácidos por efecto de la putrefacción vegetal. Predominan las especies de Juncias y juncos.
- El prado húmedo forma el ambiente adyacente a la turbera, formando una planicie habitada por especies que también comparten el entorno de la turbera: Caltha palustris, Ranunculus aconitifolius, Allium schoenoprasum.[4]